# Montfaucon (Doubs)
Montfaucon ist eine französische Gemeinde mit 1608 Einwohnern (Stand: 1. Januar 2022) im Département Doubs in der Region Bourgogne-Franche-Comté. Sie gehört zum Arrondissement Besançon und ist Mitglied im Gemeindeverband Grand Besançon Métropole. Die Bewohner werden Montfauconais und Montfauconaises oder Falcomontais und Falcomontaises genannt.

## Geographie
Montfaucon liegt auf 510 m, etwa vier Kilometer östlich der Stadt Besançon (Luftlinie). Das Dorf erstreckt sich im westlichen Jura an aussichtsreicher Lage auf der Jura-Randkette (Côte) zwischen dem tief eingeschnittenen Doubstal im Nordwesten und dem sogenannten ersten Juraplateau (Becken von Saône) im Südosten, auf der Südabdachung der Höhe von Montfaucon.
Die Fläche des 7,25 km² großen Gemeindegebiets umfasst einen Abschnitt des westlichen französischen Juras. Die nordwestliche Grenze verläuft entlang dem Doubs, der hier tief eingeschnitten zwischen dem Mont de Brégille und der Côte nach Südwesten fließt. Vom Flusslauf erstreckt sich das Gemeindeareal nach Südosten über einen steilen Hang bis auf die Jura-Randkette, die in geologisch-tektonischer Hinsicht eine Antiklinale des Faltenjuras bildet. Der Steilhang wird durch mehrere kurze Erosionsrinnen in verschiedene Vorsprünge untergliedert. Er ist an einigen Orten von Felsbändern durchzogen (Kletterfelsen Roches d’Arbois). Mit 614 m wird beim Fort de Montfaucon die höchste Erhebung von Montfaucon erreicht. Auch der bewaldete Südhang der Jura-Randkette gehört zu Montfaucon. Die Grenze verläuft hier entlang dem Fuß der Kette am Nordrand des ausgedehnten Sumpfgebietes Marais de Saône, das einen Teil des ersten Juraplateaus einnimmt.
Zu Montfaucon gehört der Weiler La Malate (250 m) im Doubstal. Nachbargemeinden von Montfaucon sind Chalèze im Norden, Gennes im Osten, Saône und Morre im Süden sowie Besançon und Chalezeule im Westen.

## Geschichte
Die Ortsgeschichte von Montfaucon beginnt um die Mitte des 11. Jahrhunderts, als sich Béraud de Montfaucon, ein Vasall des Grafen von Burgund und des Erzbischofs von Besançon hier niederließ. Der Standort der ersten Holzburg ist jedoch unbekannt. Die Herren von Montfaucon stiegen rasch zu einem der wichtigsten Adelsgeschlechter der Franche-Comté auf. Durch eine Heirat wurde Richard de Montfaucon 1148 zugleich Graf von Montbéliard, was bis zum Erlöschen der Linie Ende des 14. Jahrhunderts Bestand hatte. Wahrscheinlich Mitte des 13. Jahrhunderts wurde die Burg von Montfaucon an den heutigen Standort auf einem Vorsprung über dem Doubstal verlegt. Daneben entwickelte sich der befestigte Burgflecken Montfaucon, der seit 1311 eine Pfarrkirche besaß. 1415 ging die Herrschaft Montfaucon durch Heirat an Louis von Chalon-Arlay aus dem Haus Oranien, das die Herrschaft bis zur Französischen Revolution innehatte. Nach dem Einmarsch Ludwig XI. in die Franche-Comté wurde die Burg 1477 teilweise zerstört.
Zu Beginn des 16. Jahrhunderts wurden die ersten Einzelhöfe im Bereich des heutigen Dorfkerns erbaut (genannt Montfaucon-les-Granges). Der Dreißigjährige Krieg führte zum Niedergang des Schlosses und des Burgfleckens. Zusammen mit der Franche-Comté gelangte das Dorf mit dem Frieden von Nimwegen 1678 definitiv an Frankreich. Das ehemalige Montfaucon-les-Granges entwickelte sich zum neuen Ortskern. Als Mitte des 18. Jahrhunderts die Kirche von Vieux-Montfaucon baufällig wurde, entschied man sich, eine neue Kirche im Zentrum des neuen Ortes zu errichten.
Lange Zeit landwirtschaftlich geprägt, entwickelte sich Montfaucon nach dem Deutsch-Französischen Krieg zum Garnisonsort. Auf der Höhe von Montfaucon wurden 1871 das Fort Vieux und von 1874 bis 1878 das Fort Neuf (heute Fort de Montfaucon) als Teil des Festungssystems um Besançon erbaut. Ende des 19. Jahrhunderts begann die Abwanderung der Dorfbevölkerung nach Besançon, die 1905 mit der Verlegung der 350 Mann starken Garnison nach Besançon noch beschleunigt wurde.

## Sehenswürdigkeiten
Die Kirche Notre-Dame de la Nativité wurde von 1775 bis 1785 im klassischen Stil erbaut. Vom ehemaligen Château de Montfaucon aus dem 13. Jahrhundert sind die Ruinen erhalten. Auf der Höhe befinden sich die Festungsanlagen des Fort Vieux und des Fort de Montfaucon. Am Standort des Sendeturms bietet sich eine gute Aussicht auf das Doubstal und die nähere und weitere Umgebung. An die Römerzeit erinnern wenige Überreste einer Wasserleitung, die von Arcier nach Vesontio (Besançon) führte.

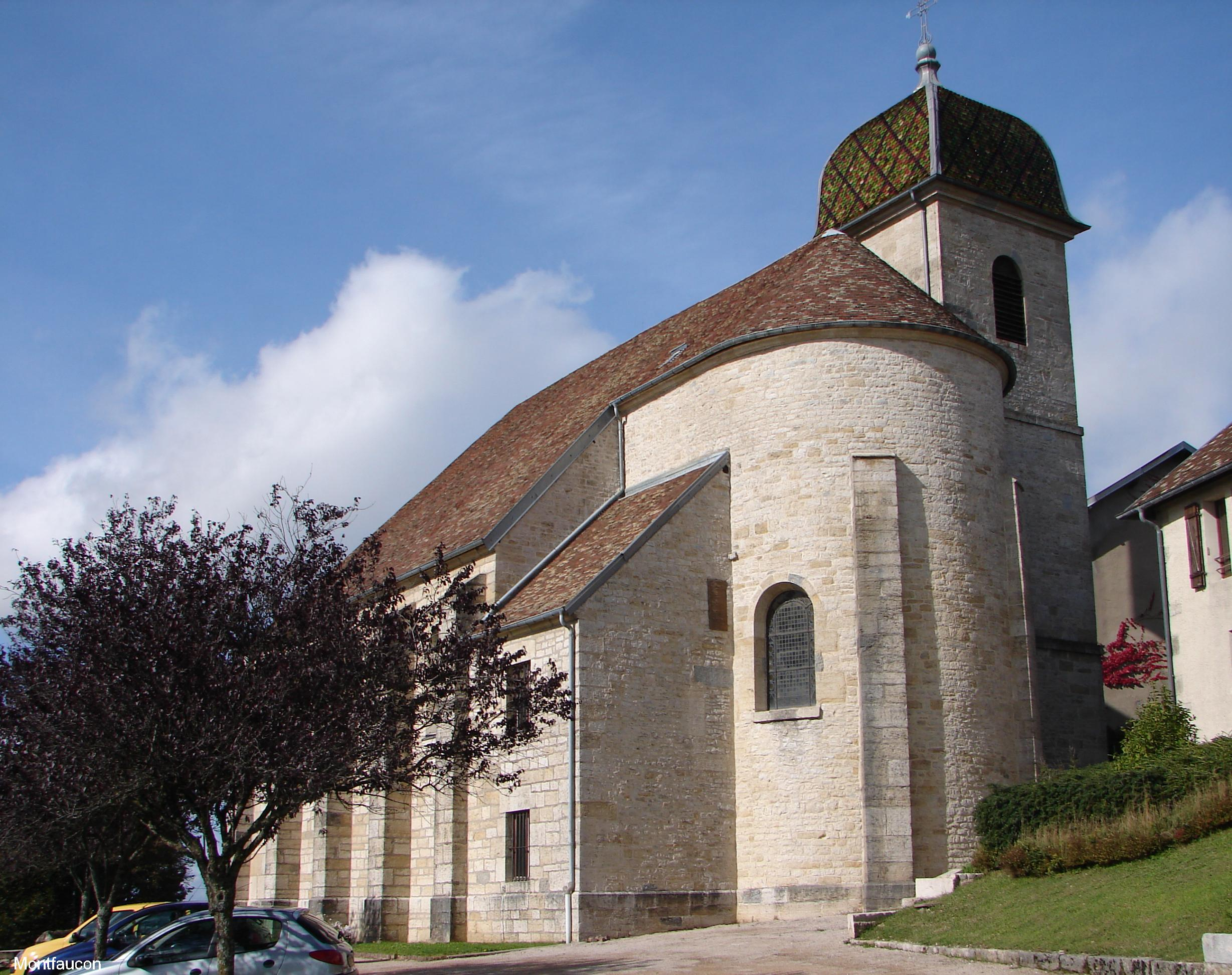
Kirche Notre-Dame de la Nativité
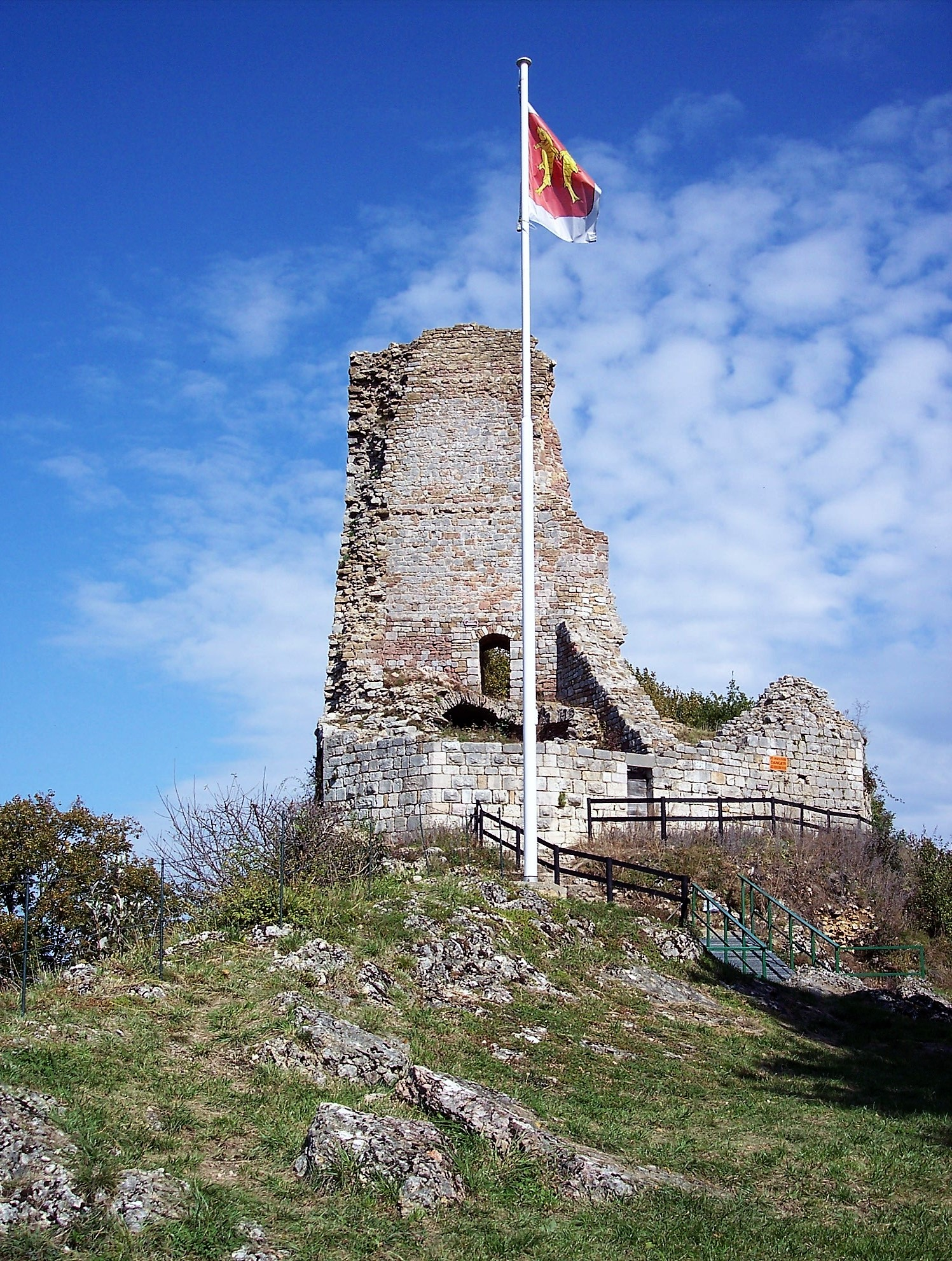
Turmruine des Château de Montfaucon
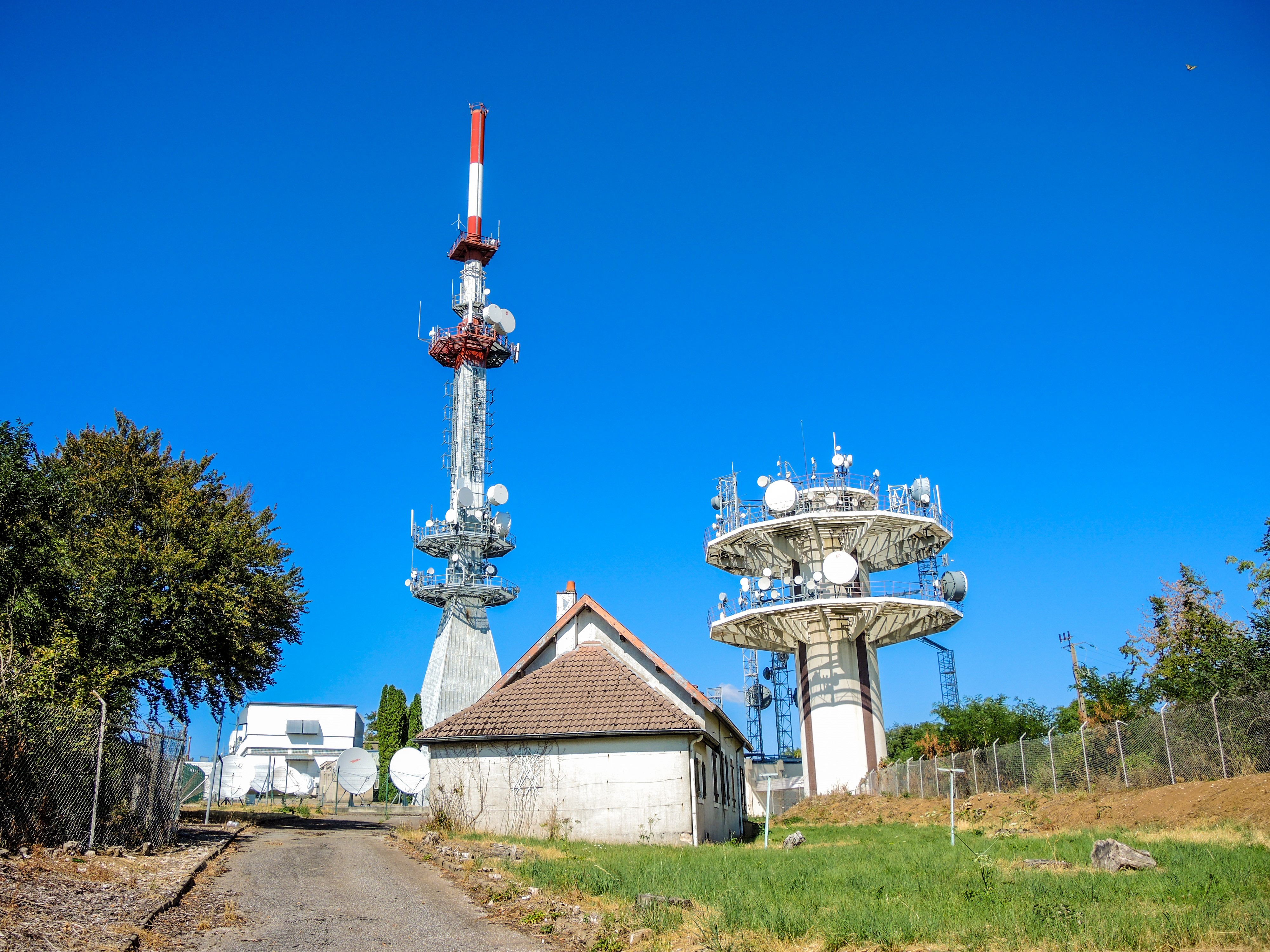
Sendeturm Montfaucon

## Bevölkerung
| Jahr                       | 1962 | 1968 | 1975 | 1982 | 1990 | 1999 | 2018 |
| Einwohner                  | 355  | 510  | 946  | 1055 | 1262 | 1372 | 1574 |
| Quellen: Cassini und INSEE |      |      |      |      |      |      |      |

Mit 1608 Einwohnern (Stand 1. Januar 2022) gehört Montfaucon zu den kleineren Gemeinden des Départements Doubs. Nachdem die Einwohnerzahl in der ersten Hälfte des 20. Jahrhunderts stets im Bereich zwischen 250 und 340 Personen gelegen hatte, wurde seit Beginn der 1960er Jahre ein markantes Bevölkerungswachstum verzeichnet. Seither hat sich die Einwohnerzahl vervierfacht.

## Wirtschaft und Infrastruktur
Montfaucon war bis weit ins 20. Jahrhundert hinein ein vorwiegend durch die Landwirtschaft (Ackerbau, Obstbau und Viehzucht) geprägtes Dorf. Daneben gibt es heute einige Betriebe des lokalen Kleingewerbes. Mittlerweile hat sich das Dorf auch zu einer Wohngemeinde gewandelt. Viele Erwerbstätige sind deshalb Wegpendler, die in der Agglomeration Besançon ihrer Arbeit nachgehen.
Die Ortschaft liegt zwar abseits der größeren Durchgangsstraßen, ist aber trotzdem verkehrstechnisch gut erschlossen. Die Hauptzufahrt erfolgt von der Passhöhe Trou du Loup an der Hauptstraße N57, die von Besançon nach Pontarlier führt. Der nächste Anschluss an die Autobahn A36 befindet sich in einer Entfernung von ungefähr 14 Kilometern. Weitere Straßenverbindungen bestehen mit Fontain, Saône und Bouclans.